# ألونزو جي. إيدجيرتون
ألونزو جي. إيدجيرتون هو قاضي وضابط ومحامي وسياسي أمريكي، ولد في 7 يونيو 1827 في رومي في الولايات المتحدة، وتوفي في 9 أغسطس 1896 في سو فولز في الولايات المتحدة. نشط حزبياً في الحزب الجمهوري. وقد انتخب عضو مجلس الشيوخ الأمريكي ‏ عن دائرة مقعد مجلس الشيوخ لمينيسوتا من الفئة الثانية ‏ وقد انضم خلال فترته النيابية ‏ (12 مارس 1881 – 30 أكتوبر 1881) للكتلة البرلمانية الحزب الجمهوري وانتخب عضو مجلس ولاية مينيسوتا ‏.